# Заречная (шахта, Львовуголь)
Шахта «Заречная» — угольная шахта во Львовско-Волынском угольном бассейне. Входит в производственное объединение «Львовуголь». 

## История
После провозглашения независимости Украины шахта «Великомостовская № 7» перешла в ведение министерства угольной промышленности Украины, была переименована и преобразована в государственное открытое акционерное общество.
Фактическая добыча угля — 2138/556 тонн в сутки (соответственно 1990 и 1999 годы). В 2003 г. добыто 177 тысяч тонн уголь. Максимальная глубина — 510/485 м (1990/1999). Протяжённость подземных забоев — 60/49,5 км (1990/1999).
Разрабатывает пласт n8в мощностью 1,03—1,13 м с углом падения 0—3о.
Количество очистных забоев — 5/1, подготовительных — 7/1 (1990/1999).
Количество работающих: 1406/953 человек, из них подземных — 1028/602 человек (1990/1999).
В мае 2015 года министерство энергетики и угольной промышленности Украины приняло решение о ликвидации шахты .